# Ben Stahl
Benjamin Stahl, né le 7 septembre 1910 et mort le 19 octobre 1987, est un peintre, illustrateur et auteur américain.

## Biographie
Il a gagné une bourse pour étudier à l'Institut d'art de Chicago à douze ans. Stahl illustré de plus de 750 histoires pour le Saturday Evening Post et illustré et / ou écrit plusieurs livres. Il a également illustré des campagnes publicitaires nationales pour des sociétés américaines comme John Hancock Insurance, Coca-Cola, Packard Motor Car Company.
Il a écrit Blackbeard's Ghost en 1965, transformé en film par Walt Disney Pictures en 1968 (Le Fantôme de Barbe-Noire).